# Mały Dziennik
Mały Dziennik – katolickie czasopismo polskie okresu międzywojennego. Ukazywało się w latach 1935–1939. Dziennik osiągał nakład 137 tys. w dni powszednie i 225 tys. egzemplarzy wydania niedzielnego.
Redaktorem naczelnym „Małego Dziennika” był o. Marian Wójcik, a pracownikami redakcji m.in. Maksymilian Maria Kolbe, Jerzy Rutkowski i Adam Romer.